# Kollikodon
Kollikodon é um gênero monotremado extinto e fóssil do Cretáceo Inferior, conhecido apenas por um fragmento de mandíbula com um dente pré-molar e dois molares, encontrado em Lighting Ridge, Nova Galês do Sul, Austrália, em 2014.